# Hlas Chorvatska
Hlas Chorvatska (chorvatsky Glas Hrvatske, anglicky Voice of Croatia) je pátou stanicí chorvatského rozhlasu a program je určen pro vysílání do zahraničí. Zpočátku stanice vysílala také pro menšiny žijící na území Chorvatska. Vysílání v angličtině, němčině a španělštině jsou vyráběny přímo v Hlasu Chorvatska, relace v ostatních jazycích jsou přebírány z lokálních rádií: italské vysílání ze stanice Radio Rijeka, maďarské vysílání z Radia Osijek a z bosenské rozhlasové stanice Radio Žebče program pro Chorvaty žijící na území Bosny a Hercegoviny. Zbytek vysílání je doplněno pořady prvního programu Chorvatského rozhlasu.

## Historie
V roce 1991 vzniklo hodinové vysílání na krátkých vlnách, kde byl poprvé užit název Hlas Chorvatska (oficiálně se tento název používá teprve od roku 2003). Relace byla určena výhradně pro Chorvaty žijící v zahraničí. V roce 2000 bylo rozhodnuto vysílání rozšířit na dvě hodiny denně a program již nebyl určen jen krajanům žijícím v zahraničí. Nově vyvstala potřeba informovat o událostech v Chorvatsku také mezinárodní veřejnost. Jednalo se o relace v angličtině a španělštině. Nepřetržité vysílání, tak jak ho známe dnes, bylo spuštěno 15. května 2003. Vysílání probíhalo na středních a krátkých vlnách, internetu a satelitu. V roce 2012 bylo ukončeno šíření vysílání prostřednictvím krátkých vln.

## České vysílání
České vysílání bylo dodáváno z chorvatského lokálního rozhlasu Radio Daruvar, kde je provozováno již od jeho založení v roce 1968. Hlas Chorvatska vysílání v češtině zahájil v prvním roce vysílání v roce 2003 a ukončil mezi léty 2008 a 2010. Desetiminutová relace běžela od pondělí do pátku v 10:00 hodin středoevropského času.

## Vysílací frekvence
Vysílání Hlasu Chorvatska na krátkých vlnách bylo ukončeno v roce 2012. Aktuálně lze vysílání naladit na internetu nebo prostřednictvím satelitů.
| Satelit             | Oblast vysílání                        | Frekvence                                     |
| ------------------- | -------------------------------------- | --------------------------------------------- |
| Eutelsat 16A (16°E) | Evropa, severní Afrika, Střední Východ | 10.721/H, SR 22.700, FEC 3/4                  |
| Galaxy 19 (97°W)    | Severní Amerika                        | 11.867/V, SR 22.000, FEC 3/4, kódování Irdeto |
| Optus D2 (152°E)    | Austrálie, Nový Zéland                 | 12.546/V, SR 22.500, FEC 3/4, kódování Irdeto |